# Croton corchoropsis
Croton corchoropsis är en törelväxtart som beskrevs av Henri Ernest Baillon. Croton corchoropsis ingår i släktet Croton och familjen törelväxter. Inga underarter finns listade i Catalogue of Life.